# سيزار هاينز
سيزار هاينز (بالإسبانية: César Hines)‏ (13 يوليو 1958 في كوستاريكا - ) هو مدرب كرة قدم ولاعب كرة قدم كوستاريكي في مركز الدفاع، شارك في الألعاب الأولمبية الصيفية 1984. وشارك مع منتخب كوستاريكا لكرة القدم. أما مع النوادي، فقد لعب مع ديبورتيفو سابريسا ونادي ألاجولينسي وA.D. Sagrada Familia ‏ وA.D. Municipal Curridabat ‏ والرابطة الرياضية في ليمون ونادي هيريديانو.

## وصلات خارجية
- سيزار هاينز على موقع الاتحاد الدولي (مؤرشف)  (الإنجليزية)
- سيزار هاينز على موقع أوليمبيديا (الإنجليزية)